# 12 października
12 października jest 285. (w latach przestępnych 286.) dniem w kalendarzu gregoriańskim. Do końca roku pozostaje 80 dni.

## Święta
- Imieniny obchodzą: Cyriak, Edwin, Edwina, Eustachiusz, Eustachy, Feliks, Grodzisław, Grzymisław, Maksymilian, Maksymiliana, Serafin, Wilfryd, Witold i Witolda.
- Ameryka – Columbus Day (Dzień Kolumba)
- Bahamy – Rocznica Odkrycia
- Brazylia
  - Dzień Dziecka
  - Matki Bożej z Aparecidy (Nossa Senhora da Aparecida)
- Gwinea Równikowa – Święto Niepodległości (święto narodowe)
- Hiszpania – rocznica odkrycia Ameryki (święto narodowe)
- Laos – Dzień Wyzwolenia od Francji
- Malawi – Dzień Matki
- Międzynarodowe – Dzień języka hiszpańskiego w ONZ w ramach dni języków[1]
- Światowy Dzień Reumatyzmu
- Polska:
  - dawn. święto Ludowego Wojska Polskiego (1950–1989)
  - Dzień Bezpiecznego Komputera (od 2004)
- Wspomnienia i święta Kościoła katolickiego[2][3] obchodzą:
  - bł. Karol Acutis (Carol Acutis)
  - bł. Jan Beyzym (prezbiter)
  - św. Edwin (król)
  - św. Maksymilian z Lorch
  - św. Mobi z Glasnevin (apostoł Irlandii)
  - bł. Radzim Gaudenty (pierwszy arcybiskup gnieźnieński; również 14 października)
  - św. Serafin z Montegranaro (kapucyn)
  - św. Wilfryd Yorku (biskup)

## Wydarzenia w Polsce
- 1474 – Wojna polsko-węgierska: zwycięstwo wojsk polskich w potyczce pod Swanowicami na Śląsku.
- 1520 – Rozpoczęła się bitwa o Międzyrzecz pomiędzy garnizonem tamtejszego zamku i międzyrzeckim mieszczaństwem a armią najemną podążającą na pomoc Krzyżakom w trakcie wojny pruskiej.
- 1574 – W Krakowie tłum zburzył zbór kalwiński.
- 1654 – IV wojna polsko-rosyjska: wojska rosyjskie zdobyły po oblężeniu miasto Dubrowna.
- 1844 – Wmurowano kamień węgielny pod budowę dworca Kraków Główny.
- 1853 – Otwarto Miejską Szkołę Realną w Poznaniu.
- 1900 – Otwarto Synagogę Wielką w Katowicach.
- 1901 – Wmurowano kamień węgielny pod budowę kościoła Najświętszego Zbawiciela w Warszawie.
- 1914 – I wojna światowa: rozpoczęła się rosyjsko-niemiecka bitwa o Pruszków.
- 1918 – Rada Regencyjna objęła władzę zwierzchnią nad wojskiem.
- 1919 – Założono Polski Komitet Olimpijski.
- 1920:
  - Gen. Lucjan Żeligowski proklamował Litwę Środkową.
  - Zawarto rozejm w wojnie polsko-bolszewickiej.
- 1921 – Liga Narodów podjęła decyzję o podziale Górnego Śląska. Polska otrzymała 29% spornego terytorium, na którym znajdowało się 50% hut i 76% górnośląskich kopalń węgla.
- 1929 – Uchwalono Konwencję warszawską o ujednoliceniu niektórych prawideł dotyczących międzynarodowego przewozu lotniczego.
- 1935 – Premier RP Walery Sławek podał się do dymisji.
- 1938 – Założono miasto Stalowa Wola.
- 1939 – Adolf Hitler podpisał dekret o utworzeniu Generalnego Gubernatorstwa.
- 1941 – Od 6 tys. do 12. tys. Żydów z getta w Stanisławowie zostało rozstrzelanych przez Niemców i Ukraińców w czasie tzw. „krwawej niedzieli”.
- 1946 – Oblatano pierwszy egzemplarz seryjny szybowca IS-A Salamandra.
- 1953 – Uwięziony przez władze komunistyczne prymas Polski kardynał Stefan Wyszyński został przeniesiony z Rywałdu do Stoczka Klasztornego.
- 1957 – Na scenie kameralnej Teatru Wybrzeże w Sopocie odbyła się prapremiera dramatu politycznego Szewcy Stanisława Ignacego Witkiewicza w reżyserii Zygmunta Hübnera.
- 1961 – Premiera filmu wojennego Ogniomistrz Kaleń w reżyserii Ewy i Czesława Petelskch.
- 1962 – Uruchomiono pierwszy blok Elektrowni Halemba.
- 1963:
  - Fabryka Samochodów Ciężarowych w Lublinie rozpoczęła seryjną produkcję transportera opancerzonego SKOT.
  - W Warszawie odsłonięto Pomnik Żołnierza 1. Armii Wojska Polskiego.
- 1968 – Premiera filmu sensacyjnego Ostatni po Bogu w reżyserii Pawła Komorowskiego.
- 1969 – W Beskidzie Śląskim odkryto Jaskinię Salmopolską.
- 1980 – Odsłonięto Pomnik Artylerii Polskiej w Toruniu.
- 1984 – Oblatano prototyp samolotu PZL-130 Orlik.
- 1990 – Sejm RP przyjął ustawę powołującą Straż Graniczną.
- 1996 – Częściowe zaćmienie Słońca.
- 2006 – Uruchomiono satelitarną telewizyjno-radiową platformę cyfrową n[4][5].
- 2007 – odbyła się przedwyborcza debata pomiędzy Donaldem Tuskiem a Jarosławem Kaczyńskim
- 2010 – 18 osób zginęło, a jedna została ranna w zderzeniu przepełnionego busa z ciężarówką pod Nowym Miastem nad Pilicą.

## Wydarzenia na świecie

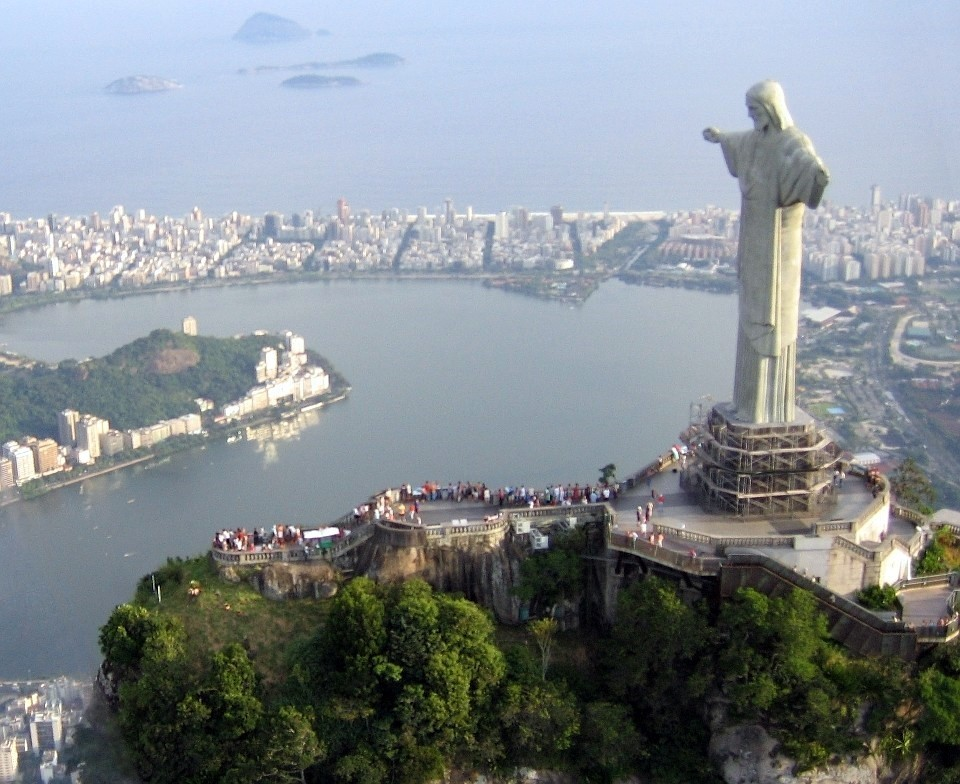
Pomnik Chrystusa Odkupiciela w Rio de Janeiro

- 539 p.n.e. – Po pokonaniu wojsk babilońskich w bitwie pod Opis wojska perskie pod wodzą Cyrusa II Wielkiego zajęły bez walki Sippar[6].
- 166 – Współcesarze rzymscy Marek Aureliusz i Lucjusz Werus odbyli w Rzymie triumf po zwycięskiej wojnie z Partami.
- 633 – Król Nortumbrii Edwin poległ w bitwie pod Hatfield Chase z wojskami pogańskiej koalicji Mercji i Walii[7].
- 900 – Ludwik III Ślepy koronował się w Pawii na króla Włoch.
- 1279 – Japoński reformator buddyzmu Nichiren Daishōnin napisał Gohonzon.
- 1322 – I wojna o niepodległość Szkocji: zwycięstwo wojsk szkockich nad angielskimi w bitwie pod Old Byland.
- 1398 – Wielki książę litewski Witold Kiejstutowicz zawarł pokój na wyspie Salin z zakonem krzyżackim[8].
- 1420 – I krucjata antyhusycka: zwycięstwo husytów w bitwie pod Małym Borem.
- 1427 – Zwycięstwo wojsk weneckich, sabaudzkich i florenckich nad mediolańskimi w bitwie pod Maclodio.
- 1428 – Wojna stuletnia: wojska angielskie rozpoczęły oblężenie Orleanu.
- 1435 – Żona dziedzica księstwa Bawarii-Monachium Albrechta, Agnes Bernauer, została utopiona w Dunaju na rozkaz swego teścia, księcia Ernesta.
- 1459 – Wojna Dwóch Róż: zwycięstwo Lancasterów nad Yorkami w bitwie pod Ludlow.
- 1492 – Krzysztof Kolumb dopłynął do archipelagu Bahamów[9]. Jest to oficjalna data odkrycia Ameryki przez Europejczyków.
- 1494 – Poświęcono cerkiew w rumuńskim Borzești.
- 1576 – Rudolf II Habsburg został cesarzem rzymsko-niemieckim.
- 1582 – Ze względu na wprowadzenie kalendarza gregoriańskiego w dniu 4 października, dat od 5 października do 14 października nie było we Francji, Hiszpanii, Italii, Portugalii i Rzeczypospolitej Obojga Narodów.
- 1617 – Gustaw II Adolf został koronowany na króla Szwecji.
- 1654 – W wyniku wybuchu składu prochu strzelniczego w holenderskim Delfcie zginęło ok. 1200 osób.
- 1681 – Jedna z mieszkanek Londynu została publicznie wychłostana „za zaangażowanie się w politykę”.
- 1709 – Założono miasto Chihuahua w Meksyku.
- 1711 – Karol VI Habsburg został cesarzem rzymsko-niemieckim.
- 1730 – Chrystian VI Oldenburg został królem Danii i Norwegii.
- 1748 – Wojna o ucho Jenkinsa: nierozstrzygnięta hiszpańsko-brytyjska bitwa pod Hawaną.
- 1758 – Wojna o kolonie amerykańskie: zwycięstwo wojsk brytyjskich nad francuskimi w bitwie o Fort Ligonier.
- 1773 – W stanie Wirginia otwarto pierwszy amerykański szpital psychiatryczny.
- 1792 – W Nowym Jorku po raz pierwszy obchodzony był Dzień Kolumba (Columbus Day).
- 1798:
  - Rewolucja irlandzka: zwycięstwo floty brytyjskiej nad wspierającą powstańców flotą francuską w bitwie pod Lough Swilly.
  - W Luksemburgu wybuchła wojna chłopska.
- 1799 – Francuzka Jeanne-Geneviève Garnerin, jako pierwsza kobieta w historii, wykonała udany skok ze spadochronem z balonu lecącego na wysokości 900 metrów.
- 1809 – Niemiecki uczeń kupiecki Friedrich Staps podjął nieudaną próbę zamachu na cesarza Napoleona Bonapartego podczas parady wojskowej w wiedeńskim pałacu Schönbrunn, za co został skazany na śmierć i rozstrzelany 16 października.
- 1810 – W Monachium odbył się pierwszy Oktoberfest. Bawarska para królewska zaprosiła mieszkańców miasta do wspólnego świętowania godów weselnych księcia Ludwika I Wittelsbacha i księżniczki Teresy von Sachsen-Hildburghausen.
- 1813 – Kongres zwołany przez José Gaspara Rodrígueza de Francię proklamował Republikę Paragwaju, uniezależniając ją od władzy w Buenos Aires.
- 1814 – Podczas kongresu wiedeńskiego ustanowiono Królestwo Hanoweru.
- 1822:
  - Piotr I został ogłoszony cesarzem Brazylii, która formalnie uzyskała niepodległość od Portugalii.
  - Victor Hugo ożenił się z Adelą Foucher.
- 1824 – Juan Barrundia został prezydentem Gwatemali.
- 1825 – Wojna brazylijsko-argentyńska: zwycięstwo powstańców urugwajskich nad brazylijską milicją w bitwie nad Sarandí.
- 1833 – Aleksandros Mawrokordatos został premierem Grecji.
- 1841 – Król Holandii i wielki książę Luksemburga Wilhelm II nadał Luksemburgowi pierwszą konstytucję.
- 1842 – Przyszły król Bawarii Maksymilian II ożenił się z księżniczką pruską Marią Fryderyką.
- 1847 – Założono Zakład Budowy Telegrafów Siemens&Halske (obecnie Siemens AG).
- 1851 – Założono miasto Sauce w Urugwaju.
- 1859 – Uzurpator Joshua A. Norton ogłosił się cesarzem Stanów Zjednoczonych i nakazał rozwiązanie Kongresu.
- 1862 – Bartolomé Mitre został prezydentem Argentyny.
- 1868 – Domingo Faustino Sarmiento został prezydentem Argentyny.
- 1874 – Nicolás Avellaneda został prezydentem Argentyny.
- 1880 – Julio Argentino Roca został prezydentem Argentyny.
- 1884 – Założono miasto Ushuaia na Ziemi Ognistej w południowej Argentynie.
- 1886 – Miguel Juárez Celman został prezydentem Argentyny.
- 1887 – Założono japoński koncern Yamaha.
- 1889 – Gustaf Åkerhielm został premierem Szwecji.
- 1892 – Luis Sáenz Peña został prezydentem Argentyny.
- 1896 – W Algierze wyruszył na trasę pierwszy tramwaj elektryczny.
- 1898 – Julio Argentino Roca został po raz drugi prezydentem Argentyny.
- 1900 – Wszedł do służby USS „Holland”, pierwszy okręt podwodny pełniący służbę w United States Navy i jednocześnie pierwszy na świecie, w którym w pełni zastosowano napęd spalinowy na powierzchni i elektryczny w zanurzeniu.
- 1901 – Theodore Roosevelt oficjalnie nadał nazwę Biały Dom rezydencji prezydenckiej w Waszyngtonie.
- 1903 – Założono paragwajski klub piłkarski Club Guaraní.
- 1904 – Manuel Quintana został prezydentem Argentyny.
- 1905 – W Rosji została założona Partia Konstytucyjno-Demokratyczna.
- 1908 – Niels Neergaard został premierem Danii.
- 1909:
  - W brazylijskiej Kurytybie założono klub piłkarski Coritiba FBC.
  - Zwodowano żaglowiec „Dar Pomorza” (jako statek szkolny niemieckiej marynarki handlowej „Prinzess Eitel Friedrich”).
- 1910 – Roque Sáenz Peña został prezydentem Argentyny.
- 1912 – 42 górników zginęło w pożarze kopalni rudy miedzi koło Queenstown na zachodzie Tasmanii.
- 1913 – Założono argentyński klub piłkarski Talleres Córdoba.
- 1914:
  - I wojna światowa: wojska niemieckie zdobyły belgijską Gandawę.
  - W Sarajewie stanął przed sądem zabójca arcyksięcia Franciszka Ferdynanda i jego żony Zofii von Chotek, oraz inni członkowie i sympatycy organizacji „Czarna Ręka”, łącznie 25 osób.
- 1915:
  - I wojna światowa: brytyjska pielęgniarka Edyta Luiza Cavell została rozstrzelana przez niemiecki pluton egzekucyjny za pomoc udzieloną żołnierzom alianckim w ich ucieczce z Belgii.
  - Mathias Mongenast został premierem Luksemburga.
- 1916:
  - Hipólito Yrigoyen został prezydentem Argentyny.
  - W mieście Meksyk założono piłkarski Club América.
- 1919 – Założono japoński koncern Olympus.
- 1922 – Marcelo Torcuato de Alvear został prezydentem Argentyny.
- 1924 – Powstała Mołdawska ASRR.
- 1926 – Antonín Švehla został po raz drugi premierem Czechosłowacji.
- 1928:
  - Hipólito Yrigoyen został po raz drugi prezydentem Argentyny.
  - W Centralnym Domu Armii Czerwonej im. Frunzego w Moskwie odbył się pierwszy koncert Chóru Armii Czerwonej pod dyrekcją Aleksandra Aleksandrowa.
  - W szpitalu dziecięcym w Bostonie po raz pierwszy użyto żelaznego płuca.
- 1931:
  - Belgijski astronom Eugène Joseph Delporte odkrył planetoidę (2913) Horta.
  - Nikoła Muszanow został premierem Bułgarii.
  - W Rio de Janeiro odsłonięto pomnik Chrystusa Odkupiciela.
- 1932 – Premiera amerykańskiego dramatu filmowego Grzech w reżyserii Lewisa Milestone’a.
- 1933 – Więzienie wojskowe na wyspie Alcatraz pod San Francisco zostało zakupione przez rząd federalny w celu przekształcenia go w federalny zakład karny.
- 1934 – W imieniu małoletniego następcy tronu Piotra II Karadiordziewicia, syna zamordowanego 3 dni wcześniej króla Aleksandra I, władzę w Jugosławii objęła rada regencyjna z księciem Pawłem na czele.
- 1936:
  - Kálmán Darányi został premierem Węgier.
  - W stolicy Paragwaju Asunción otwarto Narodowy Panteon Bohaterów.
- 1939 – Jüri Uluots został premierem Estonii.
- 1940:
  - Kampania śródziemnomorska: zwycięstwo Brytyjczyków nad Włochami w bitwie morskiej koło przylądka Passero.
  - W Japonii w miejsce rozwiązanych partii politycznych utworzono Stowarzyszenie Wspierania Władzy Cesarskiej.
- 1941:
  - W ukraińskim Dniepropetrowsku (obecnie Dniepr) Niemcy rozpoczęli masowe mordy miejscowych Żydów. Spośród ok. 11 tys. okupację przeżyło jedynie 15 z nich.
  - Zagrzebska synagoga została doszczętnie zniszczona przez ustaszów.
- 1942:
  - Bitwa o Atlantyk: niemiecki okręt podwodny U-597 został zatopiony na południe od Islandii przez brytyjski bombowiec Consolidated B-24 Liberator, w wyniku czego zginęła cała, 49-osobowa załoga.
  - Wojna na Pacyfiku: amerykańskie krążowniki i niszczyciele pokonały japoński zespół uderzeniowy w bitwie koło Przylądka Esperance.
- 1943 – Front wschodni: rozpoczęła się bitwa pod Lenino.
- 1944 – Wojska brytyjskie wyzwoliły Ateny spod okupacji niemieckiej.
- 1946 – Pieśń Bracia Włosi (Fratelli d’Italia) została ustanowiona nowym hymnem Włoch.
- 1949 – W Monachium założono Niemieckie Zrzeszenie Związków Zawodowych (DGB).
- 1951 – W Kostaryce założono Partię Wyzwolenia Narodowego.
- 1954 – Przyjęto flagę Somalii.
- 1957 – Ukraiński działacz emigracyjny Łew Rebet został zamordowany w Monachium przez agenta KGB Bohdana Staszynskiego.
- 1960:
  - Przewodniczący Japońskiej Partii Socjalistycznej Inejirō Asanuma, w trakcie odbywającej się w tokijskiej Hibiya Hall i transmitowanej przez telewizję debaty poprzedzającej wybory parlamentarne, został przebity mieczem wakizashi przez 17-letniego ultraprawicowego zamachowca Otoyę Yamaguchiego.
  - W czasie debaty w auli ONZ, w reakcji na przemówienie szefa delegacji Filipin Lorenzo Sumulonga, który potępił radziecką politykę prowadzoną w stosunku do krajów Europy Wschodniej, przywódca ZSRR Nikita Chruszczow zdjął but i uderzał nim w geście dezaprobaty w pulpit.
- 1962 – Otwarto Stadion Bloomfield w Tel Awiwie.
- 1963:
  - Arturo Umberto Illia został prezydentem Argentyny.
  - Więzieni w ZSRR jezuita i misjonarz pochodzenia polskiego Walter Ciszek oraz student Marvin Makinen zostali uwolnieni w ramach wymiany więźniów.
- 1964 – W Düsseldorfie rozpoczął się proces zbrodniarzy z Treblinki.
- 1965 – Per Borten został premierem Norwegii.
- 1967 – 66 osób zginęło w katastrofie brytyjskiego samolotu pasażerskiego de Havilland Comet na greckiej wyspie Rodos.
- 1968:
  - Gwinea Równikowa (jako Gwinea Hiszpańska) proklamowała niepodległość.
  - W mieście Meksyk rozpoczęły się XIX Letnie Igrzyska Olimpijskie.
- 1971:
  - Na Broadwayu odbyła się premiera rock opery Jesus Christ Superstar.
  - W Iranie rozpoczęły się pięciodniowe obchody 2500-lecia założenia Imperium Perskiego przez Cyrusa II Wielkiego.
- 1973 – Juan Perón objął po raz trzeci urząd prezydenta Argentyny.
- 1975 – Oliver Plunkett został kanonizowany przez papieża Pawła VI.
- 1976:
  - Krótko po starcie z Mumbaju w rejs do Ćennaj rozbił się należący do Indian Airlines samolot Sud Aviation SE-210 Caravelle VI-N, w wyniku czego zginęło wszystkich 95 osób na pokładzie (89 pasażerów i 6 członków załogi).
  - W mieście Meksyk poświęcono bazylikę Matki Bożej z Guadalupe.
- 1979:
  - Oddano do użytku ostatni odcinek autostrady międzystanowej nr 5, przebiegająceh przez Kalifornię, Oregon i Waszyngton, równolegle do linii brzegowej Pacyfiku.
  - Thorbjörn Fälldin został po raz drugi premierem Szwecji.
  - W czasie tajfunu na Pacyfiku odnotowano najniższe w historii ciśnienie atmosferyczne (870 hPa).
- 1982 – Rozpoczął pracę radziecki system nawigacji satelitarnej GLONASS.
- 1984 – W hotelu w Brighton w którym przebywała brytyjska premier Margaret Thatcher wybuchła bomba podłożona przez IRA, w wyniku czego zginęło 5 osób, a 34 zostały ranne.
- 1988 – Ladislav Adamec został premierem Czechosłowacji.
- 1990 – Podczas wiecu wyborczego w Oppenau niemiecki minister spraw wewnętrznych Wolfgang Schäuble został dwukrotnie postrzelony przez zamachowca, wskutek czego został częściowo sparaliżowany.
- 1992 – 545 osób zginęło, 6512 zostało rannych, a 50 tys. straciło dach nad głową w trzęsieniu ziemi w Kairze.
- 1994:
  - 66 osób zginęło w katastrofie samolotu Fokker F28 w środkowym Iranie.
  - Steven Spielberg, Jeffrey Katzenberg i David Geffen założyli amerykańską wytwórnię filmową DreamWorks.
- 1995 – Zawarto rozejm podczas wojny w Bośni i Hercegowinie.
- 1999:
  - Według szacunków ONZ urodził się sześciomiliardowy mieszkaniec Ziemi.
  - W Pakistanie gen. Pervez Musharraf dokonał bezkrwawego zamachu stanu, obalając i aresztując premiera Nawaza Sharifa i rozwiązując parlament.
- 2000 – 17 marynarzy zginęło, a 39 zostało rannych w wyniku samobójczego ataku z użyciem łodzi wypełnionej materiałami wybuchowymi na amerykański niszczyciel USS „Cole” w porcie Aden w Jemenie.
- 2002:
  - W wyniku zamachu bombowego na indonezyjskiej wyspie Bali zginęły 202 osoby, a ponad 300 zostało rannych.
  - Została uruchomiona Wikipedia koreańskojęzyczna.
- 2003 – Niemiec Michael Schumacher po raz szósty w karierze został mistrzem świata Formuły 1.
- 2007 – Były wiceprezydent USA Al Gore i Międzyrządowy Zespół ds. Zmian Klimatu zostali ogłoszeni laureatami Pokojowej Nagrody Nobla.
- 2008 – Na Litwie odbyły się wybory parlamentarne połączone z referendum w sprawie zamknięcia Ignalińskiej Elektrowni Jądrowej.
- 2010:
  - 45 osób zginęło, a 9 zostało rannych w zderzeniu autobusu z lokomotywą regionalnych Kolei Naddniestrzańskich na przejeździe kolejowym w mieście Marganiec na Ukrainie.
  - Filipiny zostały zaatakowane przez tajfun Megi.
  - Rozpoczęła się akcja uwalniania górników zasypanych w chilijskiej kopalni miedzi i złota w Copiapó.
- 2012 – Unia Europejska została ogłoszona laureatem Pokojowej Nagrody Nobla.
- 2019 – W ramach projektu INEOS 159 Challenge Kenijczyk Eliud Kipchoge jako pierwszy przebiegł w Wiedniu maraton w czasie poniżej 2 godzin (1:59:40)[10].
- 2021 – Akyłbek Dżaparow został przewodniczącym Gabinetu Ministrów (premierem) Kirgistanu.

## Eksploracja kosmosu
- 1964 – Rozpoczęła się pierwsza wieloosobowa misja kosmiczna Woschod 1.
- 1969 – Rozpoczęła się załogowa misja kosmiczna Sojuz 7.
- 2005 – Wystrzelono drugi chiński załogowy statek kosmiczny Shenzhou 6.

## Urodzili się
- 1008 – Go-Ichijō, cesarz Japonii (zm. 1036)
- 1350 – Dymitr Doński, wielki książę moskiewski i włodzimierski (zm. 1389)
- 1490 – Bernardo Pisano, włoski kompozytor (zm. 1548)
- 1537 – Edward VI Tudor, król Anglii (zm. 1553)
- 1558 – Maksymilian III Habsburg, arcyksiążę austriacki, pretendent do tronu polskiego, wielki mistrz zakonu krzyżackiego (zm. 1618)
- 1582 – Francesco Piccolomini, włoski jezuita (zm. 1651)
- 1649 – Hans Georg Asam, niemiecki malarz (zm. 1711)
- 1682 – Georg Anton Gumpp, niemiecki architekt, budowniczy (zm. 1754)
- 1685 – Baigan Ishida, japoński filozof (zm. 1744)
- 1687 – Sylvius Leopold Weiss, niemiecki kompozytor, lutnista (zm. 1750)
- 1705 – Emmanuel Héré, francuski architekt (zm. 1763)
- 1713 – Franciszek Diaz, hiszpański dominikanin, misjonarz, męczennik, święty (zm. 1748)
- 1718 – Antoni Kossakowski, polski poeta, tłumacz, polemista religijny (zm. 1786)
- 1736 – Michał Jerzy Poniatowski, polski duchowny katolicki, arcybiskup metropolita gnieźnieński i prymas Polski (zm. 1794)
- 1744 – Piotr Ludwik de la Rochefoucauld, francuski duchowny katolicki, biskup Saintes, męczennik, błogosławiony (zm. 1792)
- 1758 – Franciszek Siarczyński, polski pijar, kaznodzieja, historyk, geograf, publicysta, edytor, tłumacz, poeta (zm. 1829)
- 1760 – Charles-Paul Landon, francuski malarz, pisarz (zm. 1826)
- 1773:
  - Detlev von Einsiedel, pruski polityk, przemysłowiec (zm. 1861)
  - Granville Leveson-Gower, brytyjski arystokrata, dyplomata, polityk (zm. 1846)
- 1778 – Franciszek Paszkowski, polski generał brygady armii Księstwa Warszawskiego (zm. 1856)
- 1780 – Gottlieb Karl Lange, niemiecki prawnik, polityk, nadburmistrz Wrocławia (zm. 1842)
- 1788 – Wincenty Hipolit Gawarecki, polski prawnik, dramatopisarz, historyk (zm. 1852)
- 1796 – Michaił Murawjow, rosyjski hrabia, polityk, generał-gubernator wileński, rusyfikator (zm. 1866)
- 1798 – Piotr I, cesarz Brazylii i król Portugalii (zm. 1834)
- 1799 – Jonathan Peel, brytyjski polityk (zm. 1879)
- 1800:
  - Maksymilian Braun, polski muzyk, pedagog, działacz społeczny (zm. 1892)
  - Francesco Florimo, włoski kompozytor, teoretyk muzyki, bibliotekarz (zm. 1888)
- 1801 – Friedrich Frey-Herosé, szwajcarski polityk, prezydent Szwajcarii (zm. 1873)
- 1803 – Romeo Maurenbrecher, niemiecki prawnik, wykładowca akademicki (zm. 1843)
- 1804 – Eduard Friedrich Wiebe, niemiecki architekt, inżynier budowlany (zm. 1892)
- 1810:
  - Uno Cygnaeus, fiński pedagog, działacz oświatowy, reformator szkolnictwa, kapelan (zm. 1888)
  - Tomasz Oskar Sosnowski, polski rzeźbiarz (zm. 1886)
- 1811 – Thomas C. Jerdon, brytyjski lekarz, zoolog, botanik (zm. 1872)
- 1814 – Henri Tresca, francuski inżynier, wykładowca akademicki (zm. 1885)
- 1815 – William Hardee, amerykański generał (zm. 1873)
- 1817 – Adam Goltz, polski ziemianin, działacz gospodarczy i społeczny, publicysta, polityk (zm. 1888)
- 1818 – Maksymilian Cercha, polski malarz, złotnik (zm. 1907)
- 1821 – Józef Baum, polski ziemianin, polityk (zm. 1883)
- 1822:
  - Leon Cienkowski, polski mikrobiolog, botanik, bakteriolog, wykładowca akademicki, podróżnik (zm. 1887)
  - Teodor Hertz, polski kompozytor, tłumacz teatralny (zm. 1884)
- 1823 – Edward Wojciech Bogusławski, polski pisarz (zm. 1902)
- 1834 – Amalia del Pilar Burbon, infantka hiszpańska (zm. 1905)
- 1839 – Ignacy Świeży, polski duchowny katolicki, działacz oświatowy i narodowy (zm. 1902)
- 1840 – Helena Modrzejewska, polska aktorka (zm. 1909)
- 1841 – Joseph O’Dwyer, amerykański lekarz (zm. 1898)
- 1842 – Augusta Emma Stetson, amerykańska działaczka religijna, poetka (zm. 1928)
- 1844 – George Washington Cable, amerykański pisarz (zm. 1925)
- 1845 – Cécile Bruyère, francuska benedyktynka (zm. 1909)
- 1846:
  - Franz Boden, niemiecki grawer, fotograf (zm. 1914)
  - Archanioł Tadini, włoski duchowny katolicki, święty (zm. 1912)
- 1850 – Alfred Edwards, brytyjski działacz piłkarski (zm. po 1909)
- 1852 – Ödön Tömösváry, węgierski przyrodnik, zoolog, myriapodolog (zm. 1884)
- 1854 – August Witkowski, polski fizyk (zm. 1913)
- 1855:
  - Fryderyk Ferdynand, książę Schleswig-Holstein-Sonderburg-Glücksburg, pruski wojskowy, polityk (zm. 1934)
  - Arthur Nikisch, węgierski dyrygent (zm. 1922)
  - Charlotte Norrie, duńska pielęgniarka, działaczka na rzecz praw kobiet (zm. 1940)
- 1858:
  - Jan Biziel, polski lekarz, działacz społeczny (zm. 1934)
  - Cipriano Castro, wenezuelski generał, polityk, prezydent Wenezueli (zm. 1924)
  - Pietro Maffi, włoski duchowny katolicki, arcybiskup Pizy, kardynał (zm. 1931)
  - Władysław Szcześniak, polski duchowny katolicki, biskup pomocniczy warszawski (zm. 1926)
- 1859 – Maurice Donnay, francuski dramaturg (zm. 1945)
- 1862:
  - Theodor Boveri, niemiecki biolog (zm. 1915)
  - Salwator Estrugo Solves, hiszpański duchowny katolicki, męczennik, błogosławiony (zm. 1936)
  - Anatol Nowak, polski duchowny katolicki, biskup pomocniczy krakowski i biskup przemyski (zm. 1933)
- 1864 – Charles Tillie, irlandzki rugbysta (zm. 1908)
- 1865 – Arthur Harden, brytyjski biochemik, laureat Nagrody Nobla (zm. 1940)
- 1866:
  - Ramsay MacDonald, brytyjski polityk, premier Wielkiej Brytanii (zm. 1937)
  - Pantalejmon Simanski, rosyjski generał major, historyk wojskowości (zm. 1938)
- 1867 – Giulio Serafini, włoski kardynał (zm. 1938)
- 1868 – August Horch, niemiecki inżynier budowy maszyn, pionier motoryzacji (zm. 1951)
- 1870 – Laura Siemieńska, polska malarka (zm. 1926)
- 1872 – Ralph Vaughan Williams, brytyjski kompozytor (zm. 1958)
- 1875 – Aleister Crowley, brytyjski okultysta, mistyk (zm. 1947)
- 1878 – Karl Buresch, austriacki polityk, kanclerz Austrii (zm. 1936)
- 1879 – Maria Marta Kazimiera Wołowska, polska niepokalanka, męczennica, błogosławiona (zm. 1942)
- 1880:
  - Louis Hémon, francuski pisarz (zm. 1913)
  - Artemide Zatti, włoski salezjanin, błogosławiony (zm. 1951)
- 1881:
  - Iwan Miasojedow, rosyjski malarz, cyrkowiec i sportowiec, emigracyjny fałszerz pieniędzy, portrecista, aktor, pisarz, współpracownik służb specjalnych III Rzeszy (zm. 1953)
  - John Joseph Wardell Power, australijski lekarz, malarz (zm. 1943)
- 1887:
  - Abolghasem Lahuti, perski i tadżycki poeta (zm. 1957)
  - Paula Preradović, austriacka poetka, pisarka pochodzenia chorwackiego (zm. 1951)
- 1888 – Anna Leetsmann, estońska działaczka bolszewicka (zm. 1942)
- 1889:
  - Michaił Gierasimow, rosyjski poeta (zm. 1937)
  - Alma Karlin, słoweńsko-austriacka podróżniczka, pisarka, poetka, kolekcjonerka (zm. 1950)
  - Dietrich von Hildebrand, niemiecki filozof i teolog katolicki (zm. 1977)
  - Joseph Laniel, francuski polityk, premier Francji (zm. 1975)
- 1891:
  - Fumimaro Konoe, japoński polityk, premier Japonii (zm. 1945)
  - Edyta Stein, niemiecka zakonnica, filozof, święta pochodzenia żydowskiego (zm. 1942)
- 1892 – Antonio María Barbieri, urugwajski duchowny katolicki, arcybiskup metropolita Montevideo, kardynał (zm. 1979)
- 1893:
  - Velvalee Dickinson, amerykańska agentka wywiadu japońskiego (zm. ?)
  - George Hodgson, kanadyjski pływak (zm. 1983)
- 1894 – Elżbieta Hohenzollern-Sigmaringen, księżniczka rumuńska, królowa Grecji (zm. 1956)
- 1895 – Janusz Konopnicki, podpułkownik artylerii Wojska Polskiego, kawaler Orderu Virtuti Militari (zm. 1962)
- 1896:
  - Eugenio Montale, włoski poeta, laureat Nagrody Nobla (zm. 1981)
  - Wacław Popiel, pułkownik dyplomowany artylerii Wojska Polskiego, kawaler Orderu Virtuti Militari (zm. ?)
- 1897 – Antoni Czabański, major żandarmerii Wojska Polskiego, kawaler Virtuti Militari (zm. 1948)
- 1898:
  - József Révai, węgierski polityk komunistyczny pochodzenia żydowskiego (zm. 1959)
  - Oskar Üpraus, estoński piłkarz, sędzia piłkarski (zm. 1968)
- 1899 – Gustav Lokotar, estoński strzelec sportowy (zm. 1969)
- 1900 – Luis Alberto Sánchez, peruwiański adwokat, prawnik, filozof, historyk, polityk, wiceprezydent i premier Peru (zm. 1994)
- 1901:
  - Grigorij Biełow, radziecki generał porucznik, polityk (zm. 1994)
  - Halina Cimino, polska filolog, łączniczka polskiego podziemia, domniemana agentka Gestapo (zm. 1951)
  - Gabriel-Marie Garrone, francuski kardynał (zm. 1994)
- 1902:
  - Zdzisław Baczyński, polski kapitan piechoty (zm. 1940)
  - Piotr Kalinin, radziecki generał major (zm. 1966)
  - Adriaan Paulen, holenderski lekkoatleta, sprinter i średniodystansowiec, działacz sportowy (zm. 1985)
  - Peng Zhen, chiński polityk komunistyczny (zm. 1997)
  - Max Suhrbier, niemiecki polityk (zm. 1971)
  - Hiromichi Yahara, japoński pułkownik (zm. 1981)
- 1904 – Ding Ling, chińska pisarka (zm. 1986)
- 1905 – Edward Kowalczyk, polski aktor (zm. 1978)
- 1906:
  - Rajmund Stefan Bou Pascual, hiszpański duchowny katolicki, męczennik, błogosławiony (zm. 1936)
  - Joe Cronin, amerykański baseballista (zm. 1984)
  - Jorge Góngora, peruwiański piłkarz (zm. 1999)
  - Francis Hong Yong-ho, północnokoreański duchowny katolicki, biskup Pjongjangu (zm. ?)
  - Maksymilian Kasprowicz, polski malarz, grafik, pedagog (zm. 1986)
  - Vieno Johannes Sukselainen, fiński polityk, premier Finlandii (zm. 1995)
  - Piero Taruffi, włoski kierowca wyścigowy (zm. 1988)
- 1907 – Jerzy Kurcyusz, polski prawnik, adwokat, polityk (zm. 1988)
- 1908:
  - Jacob Domgörgen, niemiecki bokser (zm. 1966)
  - Gösta Knutsson, szwedzki dziennikarz radiowy, autor książek dla dzieci (zm. 1973)
  - Ann Petry, amerykańska pisarka (zm. 1997)
  - Leonīds Vedējs, łotewski hokeista (zm. 1995)
- 1909:
  - Richard Bing, amerykański lekarz pochodzenia żydowsko-niemieckiego (zm. 2010)
  - Juliusz Dąbrowski, polski prawnik, instruktor harcerski, harcmistrz (zm. 1940)
  - Halina Rudnicka, polska pisarka, publicystka (zm. 1982)
- 1910:
  - Frederick Fyvie Bruce, brytyjski biblista, egzegeta ewangelikalny (zm. 1990)
  - Robert Stuart Fitzgerald, amerykański poeta, krytyk literacki, tłumacz (zm. 1985)
  - Józef Frieske, polski bibliotekarz, znawca stosunków międzynarodowych (zm. 1973)
  - Norbert Glanzberg, francuski kompozytor, pianista pochodzenia żydowskiego (zm. 2001)
- 1911:
  - Louis de Guiringaud, francuski polityk, dyplomata (zm. 1982)
  - Félix Lévitan, francuski dziennikarz sportowy (zm. 2007)
  - Maribel Vinson, amerykańska łyżwiarka figurowa (zm. 1961)
- 1912:
  - Thomas Doe, amerykański bobsleista (zm. 1969)
  - Juliusz Hibner, polski generał brygady, działacz komunistyczny, polityk pochodzenia żydowskiego (zm. 1994)
  - Ignacy Jakub III, patriarcha Antiochii i zwierzchnik Syryjskiego Kościoła Ortodoksyjnego (zm. 1980)
- 1913:
  - Michał Bartuszewicz, polski dziennikarz i działacz społeczny na Łotwie (zm. 2009)
  - Marek Fritzhand, polski filozof marksistowski, etyk pochodzenia żydowskiego (zm. 1992)
  - (lub 1915) Irena Orska, polska aktorka (zm. 2004)
- 1915 – Paweł Zaremba, polski historyk, pisarz, dziennikarz (zm. 1979)
- 1917 – Roque Máspoli, urugwajski piłkarz (zm. 2004)
- 1918:
  - Frank Armi, amerykański kierowca wyścigowy (zm. 1992)
  - John Joseph Fitzpatrick, amerykański duchowny katolicki pochodzenia kanadyjskiego, biskup Brownsville (zm. 2006)
  - Iwan Kazaniec, radziecki i ukraiński polityk, premier Ukraińskiej SRR (zm. 2013)
  - Olle Tandberg, szwedzki bokser (zm. 1996)
- 1919:
  - Feliks Milgrom, polsko-amerykański immunolog (zm. 2007)
  - Doris Miller, amerykański marynarz (zm. 1943)
- 1920:
  - Adam Haupt, polski architekt (zm. 2006)
  - Christopher Soames, brytyjski dyplomata, polityk (zm. 1987)
- 1921:
  - Art Clokey, amerykański animator (zm. 2010)
  - Jaroslav Drobný, czeski tenisista (zm. 2001)
  - Girolamo Prigione, włoski duchowny katolicki, arcybiskup, nuncjusz apostolski (zm. 2016)
- 1922 – George Burk, amerykański malarz, grafik, rzeźbiarz (zm. 2017)
- 1923:
  - Zdzisław Beryt, polski dziennikarz, krytyk filmowy (zm. 2008)
  - Fernando Sabino, brazylijski pisarz, dziennikarz (zm. 2004)
- 1924:
  - Łucja Burzyńska, polska aktorka (zm. 2017)
  - Doris Grau, amerykańska aktorka (zm. 1995)
  - Stanisław Oleksiak, polski podpułkownik AK, działacz kombatancki (zm. 2018)
  - Jacques Perrier, francuski koszykarz (zm. 2015)
  - Mieczysław Tarnawski, polski aktor (zm. 1997)
- 1925:
  - Denis Lazure, kanadyjski polityk (zm. 2008)
  - Jerzy Narbutt, polski prozaik, poeta, felietonista (zm. 2011)
  - Jan Riesser, polski twórca filmów dokumentalnych (zm. 1986)
  - William Steinkraus, amerykański jeździec sportowy (zm. 2017)
- 1926:
  - Tapio Mäkelä, fiński biegacz narciarski (zm. 2016)
  - César Pelli, argentyński architekt (zm. 2019)
  - Nikita Simonian, rosyjski piłkarz, trener
- 1927:
  - William Claxton, amerykański fotografik (zm. 2008)
  - Marian Janicki, polski generał brygady i komendant główny MO (zm. 2020)
  - Ram Ruhee, maurytyjski działacz sportowy (zm. 2008)
- 1928:
  - Dżiwan Gasparian, ormiański muzyk, kompozytor, pedagog (zm. 2021)
  - Adam Jasiewicz, polski botanik, pedagog (zm. 2001)
  - Stanisław Kulesza, polski polityk, poseł na Sejm PRL (zm. 1997)
  - José Francisco Moreira dos Santos, angolski duchowny katolicki, kapucyn, biskup Uije (zm. 2023)
  - Jerzy Semkow, polski dyrygent (zm. 2014)
- 1929:
  - Roman Korynt, polski piłkarz (zm. 2018)
  - Magnús Magnússon, brytyjski prezenter telewizyjny pochodzenia islandzkiego (zm. 2007)
- 1930:
  - Jewgienij Czerkasow, rosyjski strzelec sportowy (zm. 2013)
  - Jerzy Ćwiek, polski generał brygady MO, urzędnik państwowy (zm. 2014)
  - Czesław Gawlik, polski pianista i aranżer jazzowy (zm. 2017)
- 1931:
  - Ole-Johan Dahl, norweski informatyk (zm. 2002)
  - Paul Depaepe, belgijski kolarz torowy i szosowy
  - Simon Gronowski, belgijski prawnik, adwokat, pianista jazzowy pochodzenia polskiego
  - Stanisław Kasprzysiak, polski architekt, archeolog, prozaik, tłumacz, eseista (zm. 2019)
  - Alfons Kupka, polski duchowny katolicki, architekt, poliglota, wykładowca akademicki, dziennikarz (zm. 2018)
  - Włodzimierz Natorf, polski dyplomata (zm. 2012)
  - Thomas Nicholls, brytyjski bokser (zm. 2021)
  - Aristide Pozzali, włoski bokser (zm. 1979)
- 1932:
  - Edwin Jacob Garn, amerykański astronauta, polityk, senator
  - Aleksander Kopeć, polski inżynier, polityk (zm. 2015)
  - Witold Kriejer, rosyjski lekkoatleta, trójskoczek (zm. 2020)
  - Yūichirō Miura, japoński himalaista
  - Heinz Schneider, niemiecki tenisista stołowy (zm. 2007)
  - Alicja Wahl, polska malarka, rysowniczka (zm. 2020)
  - Bożena Wahl, polska malarka, działaczka społeczna (zm. 2025)
- 1933:
  - Titus Buberník, słowacki piłkarz (zm. 2022)
  - Klaus Frühauf, niemiecki pisarz science fiction (zm. 2005)
  - Florencio Olvera Ochoa, meksykański duchowny katolicki, biskup Cuernavaca (zm. 2020)
  - Zbigniew Strzałkowski, polski prozaik, poeta, grafik (zm. 2017)
- 1934:
  - Pino Caruso, włoski aktor (zm. 2019)
  - Abd al-Karim al-Irjani, jemeński polityk, premier Jemenu (zm. 2015)
  - Richard Meier, amerykański architekt
  - Urszula Nałęcz, polska zakonnica, misjonarka (zm. 2016)
- 1935:
  - Don Howe, angielski piłkarz, trener (zm. 2015)
  - Shivraj Patil, indyjski polityk
  - Luciano Pavarotti, włoski śpiewak operowy (tenor liryczny) (zm. 2007)
- 1936:
  - José Antonio Escudero, hiszpański prawnik, historyk, nauczyciel akademicki, polityk
  - Feliks Olejniczak, polski żużlowiec (zm. 2023)
  - Lucjan Słowakiewicz, polski bokser, trener (zm. 2011)
- 1937:
  - Stepan Chmara, ukraiński polityk, dysydent (zm. 2024)
  - Alberto Goldman, brazylijski inżynier, polityk (zm. 2019)
  - Paul Hawkins, australijski kierowca wyścigowy (zm. 1969)
  - Zdzisław Kieszkowski, polski samorządowiec, senator RP
  - Per Kristoffersen, norweski piłkarz (zm. 2023)
- 1938:
  - Nida Fazli, indyjski poeta (zm. 2016)
  - Andrzej Pogorzelski, polski żużlowiec, trener (zm. 2020)
  - Larry Scott, amerykański kulturysta (zm. 2014)
  - Ireneusz Skubiś, polski duchowny katolicki, duszpasterz akademicki, dziennikarz katolicki (zm. 2023)
- 1939:
  - Franjo Gregurić, chorwacki inżynier, polityk, premier Chorwacji
  - Vladimír Körner, czeski prozaik, dramaturg, scenarzysta filmowy i telewizyjny
  - Adam Koseski, polski historyk, politolog (zm. 2020)
  - Baldomero Carlos Martini, argentyński duchowny katolicki, biskup San Justo
  - Clément Rosset, francuski filozof, pisarz (zm. 2018)
  - Carolee Schneemann, amerykańska malarka, fotografka, performerka (zm. 2019)
- 1940:
  - Glenn Beckert, amerykański baseballista (zm. 2020)
  - Krzysztof Choiński, polski dramaturg, tłumacz
  - Stephen Lippard, amerykański chemik
  - Zygmunt Szopa, polski samorządowiec, urzędnik państwowy, wojewoda kielecki (zm. 2021)
  - Silvano Tomasi, włoski duchowny katolicki, arcybiskup, nuncjusz apostolski
- 1941:
  - Tadeusz Chmielniak, polski inżynier, specjalista w dziedzinie maszyn cieplnych, wykładowca akademicki
  - André Gahinet, francuski kierowca wyścigowy
  - Peter Naumann, niemiecki żeglarz sportowy (zm. 2024)
  - Nikona (Pierietiagina), rosyjska mniszka prawosławna (zm. 2012)
- 1942:
  - Paulo Antônio de Conto, brazylijski duchowny katolicki, biskup Montenegro
  - Göran Marström, szwedzki żeglarz sportowy
- 1943:
  - Karel Černoch, czeski piosenkarz, aktor musicalowy, kompozytor, prezenter (zm. 2007)
  - Köbi Kuhn, szwajcarski piłkarz, trener (zm. 2019)
  - Bertil Roos, szwedzki kierowca wyścigowy (zm. 2016)
- 1944:
  - Kuniya Daini, japoński piłkarz
  - Renzo Imbeni, włoski polityk (zm. 2005)
- 1945:
  - Gromosław Czempiński, polski generał brygady, szef UOP
  - Dusty Rhodes, amerykański wrestler (zm. 2015)
- 1946:
  - Christian Debias, francuski kierowca wyścigowy (zm. 2021)
  - Gustavo Help, argentyński duchowny katolicki, biskup Venado Tuerta
  - Chris Nicholl, północnoirlandzki piłkarz, trener (zm. 2024)
  - Ion Rimaru, rumuński seryjny morderca (zm. 1971)
  - László Sárosi, węgierski piłkarz wodny
  - Edward Scicluna, maltański ekonomista, wykładowca akademicki, polityk
  - Jesse Tafero, amerykańska ofiara pomyłki sądowej (zm. 1990)
- 1947:
  - Włodzimierz Kluciński, polski lekarz weterynarii
  - Helmut Losch, niemiecki sztangista (zm. 2005)
  - Andrzej Malec, polski aktor
  - Josef Přibyl, czeski szachista
  - Morgan Sportes, francuski pisarz pochodzenia algierskiego
  - Laurenty (Streza), rumuński biskup prawosławny
- 1948 – Rick Parfitt, brytyjski gitarzysta, wokalista, członek zespołu Status Quo (zm. 2016)
- 1949:
  - Richard Price, amerykański pisarz, scenarzysta filmowy
  - Ilich Ramírez Sánchez, wenezuelski terrorysta
  - Yasutsune Uehara, japoński bokser
  - Jacek Urbaniak, polski oboista, flecista, członek zespołu instrumentów dawnych Ars Nova
- 1950:
  - Susan Anton, amerykańska aktorka, piosenkarka
  - Chen Shui-bian, tajwański polityk, prezydent Tajwanu
  - Dave Freudenthal, amerykański polityk
  - Elżbieta Hibner, polska polityk, działaczka samorządowa, członkini zarządu województwa łódzkiego
  - Edward Jankowski, polski piłkarz ręczny, trener (zm. 2023)
  - Takeshi Kaga, japoński aktor
  - Knut Knudsen, norweski kolarz szosowy i torowy
  - Andrzej Mitan, polski artysta interdyscyplinarny i konceptualny, wokalista, kompozytor, performer, artysta wizualny (zm. 2018)
  - Miguel Oviedo, argentyński piłkarz
  - Siergiej Smirnow, rosyjski generał
- 1951:
  - Luciano Borgognoni, włoski kolarz torowy i szosowy (zm. 2014)
  - Wiesław Ciczkowski, polski pedagog (zm. 2000)
  - István Halász, węgierski piłkarz (zm. 2016)
  - Obert Mpofu, zimbabwejski polityk
  - Marian Pieczka, polski gimnastyk sportowy (zm. 2024)
  - Ed Royce, amerykański polityk, kongresmen
- 1952:
  - Arkadiusz Blachowski, polski artysta fotograf
  - Andrzej Kunert, polski historyk
  - Joseph Ponniah, lankijski duchowny katolicki, biskup Batticaloa (zm. 2025)
  - Marek Zaleski, polski krytyk literacki, eseista, publicysta
- 1953:
  - François Bonneau, francuski polityk
  - Serge Lepeltier, francuski polityk
  - Richard McKinney, amerykański łucznik
  - Roman Urbańczyk, polski samorządowiec, prezydent Zabrza
- 1954:
  - Ryszard Fałek, polski samorządowiec prezydent Radomia
  - Norbert Klaar, niemiecki strzelec sportowy
  - Agbéyomé Kodjo, togijski polityk, przewodniczący Zgromadzenia Narodowego, premier Togo (zm. 2024)
  - Bartłomiej Kołodziej, polski polityk, architekt, poseł na Sejm RP (zm. 2011)
  - Fabio Sartor, włoski aktor (zm. 2024)
  - Hanna Skowrońska-Zbrowska, polska montażystka filmowa
- 1955:
  - Brian Flynn, walijski piłkarz, trener
  - Ante Gotovina, chorwacki generał
  - José Pilar Reyes, meksykański piłkarz, bramkarz, trener
  - Jane Siberry, kanadyjska piosenkarka, kompozytorka
- 1956:
  - Rafael Ábalos, hiszpański adwokat, pisarz
  - Alfonso Carrasco Rouco, hiszpański duchowny katolicki, biskup Lugo
  - Oliviero Diliberto, włoski prawnik, polityk
  - Allan Evans, szkocki piłkarz
  - Renata Pałys, polska aktorka
  - Anna Sobik, polska aktorka
  - Trần Đại Quang, wietnamski polityk, minister bezpieczeństwa wewnętrznego, prezydent Wietnamu (zm. 2018)
  - Jörg Weißflog, niemiecki piłkarz, bramkarz
- 1957:
  - Mun Kyŏng Dŏk, północnokoreański polityk
  - Duncan Wingham, brytyjski fizyk klimatu, wykładowca akademicki
- 1958:
  - Steve Austria, amerykański polityk
  - Roberto Carboni, włoski duchowny katolicki, biskup Ales-Terralba
  - Lutz Haueisen, niemiecki kolarz torowy i szosowy
  - Hara Patnaik, indyjski aktor, reżyser filmowy (zm. 2015)
- 1959:
  - Joan Baptiste, brytyjska lekkoatletka, sprinterka
  - Suren Barseghian, ormiański trener piłkarski
  - Józef Joniec, polski duchowny katolicki, pijar (zm. 2010)
  - Beate Peters, niemiecka lekkoatletka, oszczepniczka
  - Witold Pleskacz, polski elektronik
  - Marco Rizzo, włoski polityk
- 1960:
  - Grigorij Diemidowcew, rosyjski prozaik, dramaturg
  - Andrzej Kądziołka, polski hokeista
  - John Chrisostom Ndimbo, tanzański duchowny katolicki, biskup Mbinga
  - Hiroyuki Sanada, japoński aktor
  - Aminata Touré, senegalska polityk, premier Senegalu
- 1961:
  - Chendo, hiszpański piłkarz
  - Diego García, hiszpański lekkoatleta, maratończyk (zm. 2001)
  - Eugeniusz Popowicz, polski duchowny katolicki obrządku bizantyjsko-ukraińskiego, arcybiskup metropolita przemysko-warszawski
- 1962:
  - Carlos Bernard, amerykański aktor
  - Chris Botti, amerykański trębacz jazzowy
  - Branko Crwenkowski, macedoński polityk, prezydent Macedonii Północnej
  - Bashkim Fino, albański ekonomista, polityk, premier Albanii (zm. 2021)
  - Colton Ford, amerykański model i aktor pornograficzny (zm. 2025)
- 1963:
  - Raimond Aumann, niemiecki piłkarz, bramkarz
  - Satoshi Kon, japoński reżyser filmów animowanych (zm. 2010)
  - Alan McDonald, północnoirlandzki piłkarz (zm. 2012)
  - Teresa Pawliszcze, polska lekkoatletka, kulomiotka
  - Sławomir Zubrzycki, polski pianista, kompozytor
- 1964:
  - Shaun Ellis, brytyjski zoolog
  - Will Ferguson, kanadyjski pisarz
  - Francisco Gattorno, kubański aktor
  - Urs Remond, niemiecki aktor
  - Krzysztof Słoń, polski polityk, senator RP
- 1965:
  - Dan Abnett, brytyjski autor komiksów, pisarz
  - Henry Akinwande, brytyjski bokser pochodzenia nigeryjskiego
  - Arsen Czilingarian, ormiański piłkarz, trener (zm. 2013)
  - Maciej Łasicki, polski wioślarz
  - Anja Niedringhaus, niemiecka fotoreporterka (zm. 2014)
- 1966:
  - Jonathan Crombie, kanadyjski aktor (zm. 2015)
  - Wim Jonk, holenderski piłkarz
  - Brian Kennedy, irlandzki piosenkarz, autor tekstów
  - Hanna Birna Kristjánsdóttir, islandzka polityk
  - Rhona Martin, szkocka curlerka
  - Roberto Sensini, argentyński piłkarz, menedżer
  - Artur Ważny, polski duchowny katolicki, biskup sosnowiecki
- 1967:
  - Saara Kuugongelwa, namibijska ekonomistka, polityk, premier Namibii
  - Frode Olsen, norweski piłkarz, bramkarz
  - Jacek Streich, polski wioślarz
  - Susanne Munk Wilbek, duńska piłkarka ręczna, bramkarka
- 1968:
  - Adam Alsing, szwedzki dziennikarz, prezenter radiowy i telewizyjny (zm. 2020)
  - Raik Dittrich, niemiecki biathlonista
  - Carsten Embach, niemiecki bobsleista
  - Peter Gentzel, szwedzki piłkarz ręczny, bramkarz
  - Hugh Jackman, australijski aktor
  - Sophie von Kessel, niemiecka aktorka
  - Adam Rich, amerykański aktor (zm. 2023)
  - Xie Yuxin, chiński piłkarz, trener
- 1969:
  - Željko Milinovič, słoweński piłkarz
  - Steven Savile, brytyjski pisarz science fiction i dark fantasy
  - Stéphane Travert, francuski samorządowiec, polityk
- 1970:
  - Cláudia Abreu, brazylijska aktorka
  - Kirk Cameron, amerykański aktor, kompozytor, scenarzysta i producent filmowy
  - Origa, rosyjska piosenkarka (zm. 2015)
  - Antonio Jiménez Sistachs, hiszpański piłkarz, bramkarz
  - Arkadiusz Kampka, polski piłkarz
  - Grzegorz Niemyjski, polski rzeźbiarz, malarz, ceramik
  - Juan Armando Pérez, meksykański duchowny katolicki, biskup pomocniczy Monterrey
  - Charlie Ward, amerykański koszykarz
- 1971:
  - Magdalena Dandourian, polska aktorka, kierownik produkcji telewizyjnej, producentka, reżyserka, scenarzystka
  - Ionel Gane, rumuński piłkarz, trener
  - Andrius Janukonis, litewski przedsiębiorca, inwestor giełdowy
  - Gunar Kirchbach, niemiecki kajakarz, kanadyjkarz
  - Oleg Nowicki, rosyjski pilot wojskowy, kosmonauta
  - Luisa Revilla, peruwiańska polityczka
- 1972:
  - Charlie Cook, walijski piłkarz, trener
  - Marco Feliciano, brazylijski pastor, polityk
  - Cezary Olejniczak, polski rolnik, samorządowiec, polityk, poseł na Sejm RP
  - David Scheller, niemiecki aktor
  - Sim Gwon-ho, południowokoreański zapaśnik
  - Wasilis Tsiartas, grecki piłkarz
  - Tom Van Mol, belgijski piłkarz
- 1973:
  - Márcio Araújo, brazylijski siatkarz plażowy
  - Marten Eikelboom, holenderski hokeista na trawie
  - Jeong Sun-won, południowokoreański zapaśnik
  - John Lacey, irlandzki zawodnik i sędzia rugby union
  - David Lega, szwedzki pływak, paraolimpijczyk, polityk, eurodeputowany
  - Ivana Maletić, chorwacka polityk, eurodeputowana
  - Georg Mayer, austriacki prawnik, polityk, eurodeputowany
  - Martin Österdahl, szwedzki producent filmowy
  - Ewa Piaskowska, polska scenarzystka i producentka filmowa
  - Agata Smoktunowicz, polska matematyk, wykładowczyni akademicka
- 1974:
  - Nur Ali, pakistański kierowca wyścigowy
  - Agnieszka Barczak-Oplustil, polska prawnik, wykładowczyni akademicka
  - Lascelles Brown, kanadyjski bobsleista pochodzenia jamajskiego
  - Arkadiusz Grabowski, polski samorządowiec, polityk, senator RP
  - Stéphanie Gross, niemiecka zapaśniczka
  - Lucas Arnold Ker, argentyński tenisista
  - Stephen Lee, angielski snookerzysta
  - Prince Matore, zimbabwejski piłkarz
  - Gabriele Paolini, włoski skandalista
- 1975:
  - Ahmad, amerykański raper
  - Iwo Janakiew, bułgarski wioślarz
  - Gordana Jankułoska, macedońska polityk
  - Marion Jones, amerykańska lekkoatletka, sprinterka, koszykarka
  - Jorane, kanadyjska piosenkarka, wiolonczelistka, autorka tekstów
  - Randy Robitaille, kanadyjski hokeista
  - Robert Wardzała, polski żużlowiec, polityk, poseł na Sejm RP
- 1976:
  - Ołeksij Bachariew, ukraiński piłkarz (zm. 2022)
  - Kajsa Bergqvist, szwedzka lekkoatletka, skoczkini wzwyż
  - Juan Epitié, piłkarz z Gwinei Równikowej
  - Raúl Guerrón, ekwadorski piłkarz
  - Wiktorija Isakowa, rosyjska aktorka
  - Lauri Lassila, fiński narciarz dowolny
  - Gideon Omokirio, salomoński piłkarz
  - Anne Sulling, estońska ekonomistka, polityk
- 1977:
  - Baszszar Abd Allah, kuwejcki piłkarz
  - Adrián Berbia, urugwajski piłkarz
  - Ołeksandr Beresz, ukraiński gimnastyk (zm. 2004)
  - Katarzyna Głowicka, polska kompozytorka
  - Errol McFarlane, trynidadzko-tobagijski piłkarz
  - Bode Miller, amerykański narciarz alpejski
  - Manuel Neira, chilijski piłkarz
  - Wita Pałamar, ukraińska lekkoatletka, skoczkini wzwyż
  - Piotr Szeliga, polski nauczyciel, samorządowiec, polityk, poseł na Sejm RP
  - Javier Toyo, wenezuelski piłkarz, bramkarz
- 1978:
  - Georg Hettich, niemiecki kombinator norweski
  - Felix Klare, niemiecki aktor
  - Manuczar Kwirkwelia, gruziński zapaśnik
  - Inna Matwiejewa, kazachska siatkarka
  - George Japtheth Waweru, kenijski piłkarz
  - Rostisław Wygranienko, polski organista pochodzenia ukraińskiego
  - Artur Ziętek, polski porucznik pilot (zm. 2010)
- 1979:
  - Paula Barila Bolopa, pływaczka z Gwinei Równikowej
  - Dominika Dawidowicz, polska aktorka
  - Monika Dryl, polska aktorka, wokalistka
  - Deepak Kumar Mondal, indyjski piłkarz
  - Przemysław Piasta, polski historyk, samorządowiec, wicemarszałek województwa wielkopolskiego
  - Jordan Pundik, amerykański wokalista, członek zespołu New Found Glory
  - Philipp Schoch, szwajcarski snowboardzista
  - Rie Tomosaka, japońska piosenkarka, aktorka
- 1980:
  - Nadzieja Astapczuk, białoruska lekkoatletka, kulomiotka
  - Kim Yoo-mi, południowokoreańska aktorka
  - Ledley King, angielski piłkarz
  - Ann Wauters, belgijska koszykarka
- 1981:
  - Engin Akyürek, turecki aktor
  - Shola Ameobi, nigeryjski piłkarz
  - D’or Fischer, amerykańsko-izraelski koszykarz
  - Marcel Hossa, słowacki hokeista
  - Szymon Kołecki, polski sztangista, zawodnik MMA, działacz sportowy
  - Anastasia Oberstolz-Antonowa, rosyjsko-włoska saneczkarka
  - Badrachyn Odonczimeg, mongolska zapaśniczka
  - Luciano Orquera, włoski rugbysta pochodzenia argentyńskiego
  - Nobuo Nashiro, japoński bokser
  - Winston Parks, kostarykański piłkarz
  - Indriði Sigurðsson, islandzki piłkarz
  - Brian J. Smith, amerykański aktor
  - Sun Tiantian, chińska tenisistka
- 1982:
  - Bosski Roman, polski raper, producent muzyczny
  - Katarína Bašternáková, słowacka tenisistka
  - Romain Desgranges, francuski wspinacz sportowy
  - Paweł Golański, polski piłkarz, trener
  - Scott Martin, australijski lekkoatleta, kulomiot i dyskobol
- 1983:
  - Alex Brosque, australijski piłkarz
  - Gastón Fernández, argentyński piłkarz
  - Casey McGehee, amerykański baseballista
  - Katie Piper, brytyjska filantropka, prezenterka telewizyjna, pisarka, modelka
  - Sosłan Tigijew, uzbecki zapaśnik
  - Wang Song, chiński piłkarz
- 1984:
  - César Abaya, czadyjski piłkarz
  - Bae Yu-mi, południowokoreańska piosenkarka, aktorka
  - Marco Aurelio Fontana, włoski kolarz górski i przełajowy
  - Johannes Hauer, niemiecki aktor
  - Emmanuel Kipchirchir Mutai, kenijski lekkoatleta, maratończyk
  - Aleksandr Nowikow, rosyjski piłkarz
  - Joe Payne, amerykański muzyk, kompozytor, wokalista, instrumentalista (zm. 2020)
  - Antoni (Siewriuk), rosyjski biskup prawosławny
  - Yang Lei, chińska piosenkarka
- 1985:
  - Michelle Carter, amerykańska lekkoatletka, kulomiotka
  - Emilio Correa, kubański bokser
  - Janay DeLoach Soukup, amerykańska lekkoatletka, skoczkini w dal
  - Mike Green, kanadyjski hokeista
  - Anna Iljuštšenko, estońska lekkoatletka, skoczkini wzwyż
  - Gheorghe Ovseanicov, mołdawski piłkarz
  - Carl Söderberg, szwedzki hokeista
- 1986:
  - Niccolò Gitto, włoski piłkarz wodny
  - Christa Harmotto, amerykańska siatkarka
  - Li Wenliang, chiński lekarz, okulista (zm. 2020)
  - Paweł Oziabło, polski gitarzysta, członek zespołów: Oddział Zamknięty, Acoustic Works, Kingdom Waves i Schody
  - Rafał Zawierucha, polski aktor
- 1987:
  - Damiano Caruso, włoski kolarz szosowy
  - Patrycja Hojnisz, polska biathlonistka
  - Jack Moore, brytyjski gitarzysta, kompozytor
  - Marvin Ogunjimi, belgijski piłkarz pochodzenia nigeryjskiego
  - Erika Takao, japońska tenisistka
- 1988:
  - Katarzyna Gawor, polska koszykarka
  - Jere Kykkänen, fiński skoczek narciarski
  - Michał Mysera, polski siatkarz
  - Andrzej Śliwka, polski prawnik, urzędnik państwowy
  - Nicat Şıxəlizadə, azerski judoka
- 1989:
  - Dee Bost, amerykańsko-bułgarski koszykarz
  - Ganso, brazylijski piłkarz
  - Orry Jackson, niemiecki wokalista, raper, autor tekstów, członek zespołu Part Six
  - Christina Jazidzidu, grecka wioślarka
  - Anna-Maria Kipphardt, niemiecka wioślarka
  - Anna Ōmiya, japońska curlerka
  - Samantha Stewart, kanadyjska zapaśniczka
- 1990:
  - Jan Chramosta, czeski piłkarz
  - Kyōji Horiguchi, japoński zawodnik MMA
  - Henri Lansbury, angielski piłkarz
- 1991:
  - Monika Brzeźna, polska kolarka szosowa
  - Nicolao Dumitru, włoski piłkarz pochodzenia rumuńsko-brazylijskiego
  - Miha Zarabec, słoweński piłkarz ręczny
- 1992:
  - Christofer Gonzales, peruwiański piłkarz
  - Giovanni Guida, włoski malarz, ilustrator
  - Josh Hutcherson, amerykański aktor
  - Walerij Kiczin, kirgiski piłkarz pochodzenia rosyjskiego
  - Qara Qarayev, azerski piłkarz
  - Aaron Long, amerykański piłkarz
- 1993:
  - Murat Gassijew, rosyjski bokser
  - Samuel Gigot, francuski piłkarz
  - Pierre Latour, francuski kolarz szosowy
  - Rubén Yáñez, hiszpański piłkarz
- 1994:
  - Satı Burcu, turecka pięściarka
  - Odette Giuffrida, włoska judoczka
  - Sean Monahan, kanadyjski hokeista
  - Cláudia Pascoal, portugalska piosenkarka
  - Valērijs Šabala, łotewski piłkarz
  - Olivia Smoliga, amerykańska pływaczka pochodzenia polskiego
- 1995:
  - Mickaël Malsa, martynikański piłkarz
  - Zane Waterman, amerykański koszykarz
- 1996:
  - Riechedly Bazoer, holenderski piłkarz
  - Alice Sabatini, włoska koszykarka, modelka, zdobywczyni tytułu Miss Włoch
- 1997:
  - Eva Klímková, czeska modelka
  - Agustín Loser, argentyński siatkarz
  - Nikola Milenković, serbski piłkarz
  - Justin Robinson, amerykański koszykarz
- 1998 – Miyabi Onitsuka, japońska snowboardzistka
- 1999:
  - Jens Petter Hauge, norweski piłkarz
  - Rhonex Kipruto, kenijski lekkoatleta, długodystansowiec
  - Daniił Utkin, rosyjski piłkarz
- 2000:
  - Khadzimurad Gadziev, azerski zapaśnik
  - Rostysław Lach, ukraiński piłkarz
  - Roberto Massimo, niemiecki piłkarz pochodzenia włoskiego
  - Dimitrios Pagourtzis, amerykański masowy morderca pochodzenia greckiego
- 2001 – Laura Barquero, hiszpańska łyżwiarka figurowa
- 2002 – Nisrine Hammas, marokańska zapaśniczka
- 2004 – Rizabek Ajtmuchan, kazachski zapaśnik
- 2005 – Luc de Fougerolles, kanadyjski piłkarz

## Zmarli
- 632 – (lub 633) Edwin, król Nortumbrii, święty (ur. ok. 586)
- 638 – Honoriusz I, papież (ur. ?)
- 642 – Jan IV, papież (ur. ?)
- 974 – Al-Muti, dwudziesty trzeci kalif dynastii Abbasydów (ur. 913/914)
- 1095 – Leopold II Piękny, margrabia Austrii (ur. 1050)
- 1320 – Michał IX Paleolog, współcesarz bizantyński (ur. 1277)
- 1328 – Klemencja Andegaweńska, królowa Francji i Nawarry (ur. 1293)
- 1394 – Jan Sobiesław Luksemburski, czeski duchowny katolicki, biskup litomyski i ołomuniecki, patriarcha Akwilei (ur. 1352–55)
- 1435 – Agnes Bernauer, księżna bawarska (ur. ok. 1410)
- 1452 – Amfilochiusz Głuszycki, rosyjski święty mnich prawosławny (ur. ?)
- 1467 – Juan de Mella, kastylijski kardynał (ur. 1397)
- 1491 – Fritz Herlen, niemiecki malarz (ur. 1449)
- 1492 – Piero della Francesca, włoski malarz (ur. ok. 1415)
- 1544 – Antonio Pucci, włoski duchowny katolicki, biskup Pistoi, biskup Vannes, nuncjusz apostolski, kardynał (ur. 1484)
- 1565 – Jean Ribault, francuski odkrywca, kolonizator (ur. 1520)
- 1576 – Maksymilian II Habsburg, cesarz rzymsko-niemiecki (ur. 1527)
- 1590 – Eitoku Kanō, japoński malarz (ur. 1543)
- 1654 – Carel Fabritius, holenderski malarz (ur. 1622)
- 1655 – Francesco Adriano Ceva, włoski kardynał (ur. 1580)
- 1678 – (data pogrzebu) Pieter Codde, holenderski malarz, poeta (ur. 1599)
- 1692 – Giovanni Battista Vitali, włoski kompozytor, wiolonczelista (ur. 1632)
- 1730 – Fryderyk IV Oldenburg, król Danii i Norwegii (ur. 1671)
- 1732:
  - Dionisia de Santa Maria Mitas Talangpaz, hiszpańska zakonnica, Służebnica Boża (ur. 1691)
  - Jerzy Stanisław Sapieha, wojewoda mścisławski, wojewoda trocki, stolnik litewski (ur. ?)
- 1772 – Samuel Scott, brytyjski malarz, akwaforcista (ur. 1702)
- 1777:
  - Grzegorz Aleksander Ghica, hospodar Mołdawii (ur. ?)
  - Aleksandr Sumarokow, rosyjski prozaik, dramaturg, poeta, wolnomularz (ur. 1717)
- 1778 – Adam Oppeln-Bronikowski, polski ziemianin, polityk, generał (ur. 1714)
- 1787 – Andrzej Ignacy Ogiński, polski polityk, marszałek Sejmu skonfederowanego (ur. 1740)
- 1801 – Franciszek Schmidt, polski duchowny katolicki, kanonik dobromiejski, doktor teologii (ur. 1739)
- 1817 – Johann Franz Xaver Sterkel, niemiecki duchowny katolicki, kompozytor, pianista, organista (ur. 1750)
- 1825 – Franz-Joseph Müller von Reichenstein, austriacki mineralog (ur. 1742)
- 1827 – John Eager Howard, amerykański wojskowy, polityk (ur. 1752)
- 1837:
  - Akiwa Eger, rabin, uczony, talmudysta (ur. 1761)
  - Wilhelmina Pruska, królowa Holandii i wielka księżna Luksemburga (ur. 1774)
- 1840 – Teofil Jankowski, polski kupiec, działacz społeczny (ur. 1801)
- 1845 – Elizabeth Fry, brytyjska działaczka społeczna (ur. 1780)
- 1853 – Józef Bernstein, polski okulista pochodzenia żydowskiego (ur. 1798)
- 1858 – Hiroshige Andō, japoński malarz, grafik (ur. 1797)
- 1859 – Robert Stephenson, brytyjski inżynier kolejnictwa (ur. 1803)
- 1863 – Andrei Mureșanu, rumuński poeta, publicysta, tłumacz, działacz narodowy (ur. 1816)
- 1864 – Roger B. Taney, amerykański prawnik, polityk (ur. 1777)
- 1869 – François-Joseph Navez, belgijski malarz (ur. 1787)
- 1870 – Robert E. Lee, amerykański generał konfederacki (ur. 1807)
- 1871 – Karol Jan Liechtenstein, nominalny regent Liechtensteinu (ur. 1803)
- 1873 – Salomea Palińska, polska aktorka pochodzenia żydowskiego (ur. 1831)
- 1875 – Jean-Baptiste Carpeaux, francuski rzeźbiarz (ur. 1827)
- 1881:
  - Michał Borch, polski tłumacz, pisarz, bibliofil, polityk (ur. 1806)
  - Paulina Rivoli, polska śpiewaczka operowa (sopran) (ur. 1817 lub 23)
- 1887 – Dinah Maria Mulock, brytyjska pisarka, poetka (ur. 1826)
- 1888 – Leoncjusz (Radulović), serbski biskup prawosławny (ur. 1835)
- 1890 – William W. Belknap, amerykański generał, polityk (ur. 1829)
- 1893 – Georg von Kameke, pruski generał piechoty, polityk (ur. 1817)
- 1894:
  - Władimir Betz, ukraiński anatom, histolog (ur. 1834)
  - Siergiej Szachowskoj, rosyjski polityk (ur. 1852)
- 1904 – Carl Friedrich Meyer, niemiecki historyk, geograf, nauczyciel (ur. 1840)
- 1907 – Walery Wysocki, polski śpiewak operowy (bas), pedagog (ur. 1835)
- 1912 – Stanisław Marcin Badeni, polski hrabia, prawnik, polityk (ur. 1850)
- 1913 – Pierre Marie de Riquet, francuski arystokrata (ur. 1862)
- 1914 – Margaret Knight, amerykańska wynalazczyni, bizneswoman (ur. 1838)
- 1915 – Edith Cavell, brytyjska pielęgniarka (ur. 1865)
- 1916 – Rozalia Szumska, polska zakonnica, nauczycielka, działaczka społeczna (ur. 1856)
- 1920:
  - Béla Lajta, węgierski architekt (ur. 1873)
  - Wojciech Siemaszko, polski podporucznik kawalerii (ur. 1897)
- 1921:
  - Fernand Courty, francuski astronom, meteorolog (ur. 1862)
  - Philander C. Knox, amerykański adwokat, polityk (ur. 1853)
  - Stanisław Franciszek Paliński, polski inżynier elektryk, działacz socjalistyczny (ur. 1874)
- 1923:
  - Diego Manuel Chamorro Bolaños, nikaraguański polityk, prezydent Nikaragui (ur. 1861)
  - Tadeusz Jasionowski, polski inżynier mechanik, polityk, minister robót publicznych (ur. 1871)
- 1924:
  - Anatole France, francuski pisarz, laureat Nagrody Nobla (ur. 1844)
  - Rupert Gwynne, brytyjski polityk (ur. 1873)
- 1925 – Zishe Breitbart, polski cyrkowiec pochodzenia żydowskiego (ur. 1893)
- 1926:
  - Edwin Abbott Abbott, brytyjski teolog, pisarz, pedagog (ur. 1838)
  - Stanisław Majerski, polski geograf, historyk, pedagog (ur. 1852)
- 1928:
  - Fred Comer, amerykański kierowca wyścigowy (ur. 1893)
  - Władysław Miszałowski, polski pułkownik piechoty (ur. 1867)
  - Zygmunt Radzimiński, polski archeolog, historyk, heraldyk, genealog, polityk (ur. 1843)
  - Augusta Emma Stetson, amerykańska działaczka religijna, poetka (ur. 1842)
- 1931 – Alice Pike Barney, amerykańska malarka (ur. 1857)
- 1932 – Joanis Chrisafis, grecki gimnastyk (ur. 1873)
- 1934:
  - Eufrazjusz od Dzieciątka Jezus, hiszpański karmelita, męczennik, błogosławiony (ur. 1897)
  - Ronald McNeill, brytyjski arystokrata, polityk (ur. 1861)
  - Jan (Pommers), łotewski duchowny prawosławny, arcybiskup Rygi i całej Łotwy, polityk (ur. 1876)
  - Antoni Zawadzki, polsko-niemiecki duchowny katolicki, polityk (ur. 1873)
- 1935 – Mieczysław Łebkowski, polski major kawalerii (ur. 1884)
- 1936:
  - Józef González Huguet, hiszpański duchowny katolicki, męczennik, błogosławiony (ur. 1874)
  - Félia Litvinne, rosyjska śpiewaczka operowa (sopran) (ur. 1860)
  - Pacyfik Salcedo Puchades, hiszpański kapucyn, męczennik, błogosławiony (ur. 1874)
- 1938:
  - Karel Groš, czeski prawnik, polityk, burmistrz Pragi (ur. 1865)
  - Cyryl Romanow, wielki książę Rosji (ur. 1876)
- 1940:
  - Luis Fontès, brytyjski kierowca wyścigowy, pilot wojskowy pochodzenia brazylijskiego (ur. 1912)
  - Tom Mix, amerykański aktor (ur. 1880)
- 1941:
  - Harry M. Daugherty, amerykański prawnik, polityk (ur. 1860)
  - Józef Szarota, polski kapitan piechoty (ur. 1896)
  - Władimir Waniejew, radziecki wojskowy, polityk (ur. 1896)
- 1942:
  - Ewald von Massow, niemiecki generał (ur. 1869)
  - Paul Puchmüller, niemiecki architekt (ur. 1875)
  - Roman Sitko, polski duchowny katolicki, męczennik, błogosławiony (ur. 1880)
- 1943:
  - Otto Aust, szwedzki żeglarz sportowy (ur. 1892)
  - Leopold Brandes, polski chorąży, działacz komunistyczny (ur. 1904)
  - Mieczysław Kalinowski, polski porucznik (ur. 1907)
  - Aniela Krzywoń, polska żołnierka (ur. 1925)
  - Bronisław Lachowicz, polski major (ur. 1907)
  - Raszko Madżarow, bułgarski prawnik, polityk (ur. 1874)
  - Roman Paziński, polski podporucznik (ur. 1907)
  - Max Wertheimer, niemiecki psycholog (ur. 1880)
  - Władysław Wysocki, polski pułkownik piechoty (ur. 1908)
- 1944:
  - Gəray Əsədov, radziecki sierżant (ur. 1923)
  - Mike Bookie, amerykański piłkarz (ur. 1904)
  - Kazimierz Jabłczyński, polski fizykochemik, wykładowca akademicki (ur. 1869)
  - Hysein Vrioni, albański prawnik, polityk (ur. 1881)
- 1946 – Joseph Stilwell, amerykański generał (ur. 1883)
- 1947 – Ian Hamilton, brytyjski generał (ur. 1853)
- 1951:
  - Nikołaj Fieklenko, radziecki generał porucznik (ur. 1901)
  - Simon Kimbangu, kongijski działacz religijno-społeczny (ur. 1889)
  - John Mowlem, nowozelandzki rugbysta (ur. 1870)
  - John Pettersson, szwedzki trener piłkarski (ur. 1886)
- 1953:
  - Czesław Białobrzeski, polski fizyk teoretyk, astrofizyk, filozof nauki (ur. 1878)
  - Carl Ulitzka, śląski i niemiecki polityk (ur. 1873)
- 1955 – Ławrientij Canawa, radziecki generał porucznik, funkcjonariusz organów bezpieczeństwa (ur. 1900)
- 1956:
  - Eugenio Bruni, francuski kolarz torowy (ur. 1884)
  - Ferdinand Stibor, czeski duchowny katolicki, następnie biskup śląski (ostrawski) Kościoła Czechosłowackiego (ur. 1869)
  - John Henry Tudhope, kanadyjski pilot wojskowy, as myśliwski (ur. 1891)
- 1957:
  - Władimir Radziwanowicz, radziecki i polski generał (ur. 1903)
  - Łew Rebet, ukraiński adwokat, publicysta, działacz nacjonalistyczny (ur. 1912)
- 1959:
  - Izrael Białkowicz, polski aktor pochodzenia żydowskiego (ur. 1890)
  - Ernest Stanley Salmon, brytyjski mykolog, fitopatolog, wykładowca akademicki (ur. 1871)
- 1960 – Inejirō Asanuma, japoński polityk (ur. 1898)
- 1961 – Eugene Bullard, amerykański pilot wojskowy, as myśliwski (ur. 1894)
- 1962 – Stefan Srebrny, polski filolog klasyczny, tłumacz, wykładowca akademicki (ur. 1890)
- 1965:
  - Paul Müller, szwajcarski chemik, laureat Nagrody Nobla (ur. 1899)
  - Samir ar-Rifa’i, jordański polityk, premier Jordanii (ur. 1901)
- 1966:
  - Ludwik Gocel, polski historyk, kolekcjoner, bibliofil (ur. 1889)
  - Arthur Lourié, rosyjski kompozytor (ur. 1892)
  - Karol Zodrow, polski mikrobiolog, zoolog (ur. 1916)
- 1967 – Nat Pendleton, amerykański zapaśnik, aktor (ur. 1895)
- 1969:
  - Sonja Henie, norweska łyżwiarka figurowa (ur. 1912)
  - Zygmunt Kamiński, polski malarz, grafik, pedagog (ur. 1888)
  - Gustav Lokotar, estoński strzelec sportowy (ur. 1899)
  - Małgorzata Maciągowa, polska malarka (ur. 1881)
  - Veli Saarinen, fiński biegacz narciarski (ur. 1902)
  - Juho Saaristo, fiński lekkoatleta, oszczepnik (ur. 1891)
  - Max Schur, austriacki lekarz, psychoanalityk (ur. 1897)
- 1970:
  - Rune Carlsten, szwedzki aktor, reżyser i scenarzysta filmowy (ur. 1890)
  - Giennadij Miczurin, rosyjski aktor (ur. 1897)
- 1971:
  - Dean Acheson, amerykański dyplomata, polityk (ur. 1893)
  - Thomas M. Storke, amerykański dziennikarz, polityk (ur. 1876)
  - Paul Vasseur, amerykański polityk (ur. 1884)
  - Gene Vincent, amerykański piosenkarz, gitarzysta (ur. 1935)
- 1972 – Mary Frizzell, kanadyjska lekkoatletka, sprinterka i skoczkini w dal (ur. 1913)
- 1974:
  - Michał Basa, polski żołnierz AK i BCh, prozaik, poeta (ur. 1912)
  - Edward Piwowarski, polski rzeźbiarz (ur. 1910)
- 1975 – Bjart Ording, norweski jeździec sportowy (ur. 1898)
- 1976:
  - Aharon Goldstein, izraelski polityk (ur. 1902)
  - Jan Pejwe, łotewski polityk komunistyczny (ur. 1906)
- 1977 – Juan Carlos Calvo, urugwajski piłkarz (ur. 1906)
- 1978:
  - Bill Hay, amerykański spiker radiowy (ur. 1887)
  - Iwan Pieriesypkin, radziecki dowódca wojskowy, marszałek wojsk łączności, polityk (ur. 1904)
- 1979:
  - Katharine Burr Blodgett, amerykańska fizykochemik, wynalazczyni, wykładowczyni akademicka (ur. 1898)
  - Grigorij Dziubienko, radziecki dyplomata (ur. 1914)
  - Rene Gagnon, amerykański kapral (ur. 1925)
  - Daniel George Edward Hall, brytyjski historyk, wykładowca akademicki (ur. 1891)
  - Celia Lovsky, austriacko-amerykańska aktorka (ur. 1897)
  - Andries du Plessis, południowoafrykański lekkoatleta, tyczkarz (ur. 1910)
- 1980:
  - Alberto Demicheli, urugwajski prawnik, polityk, tymczasowy prezydent Urugwaju (ur. 1896)
  - Zdzisław Stieber, polski językoznawca, slawista, wykładowca akademicki (ur. 1903)
- 1981:
  - Agatha Grigorescu-Bacovia, rumuńska poetka (ur. 1895)
  - Antonio Romañá Pujó, hiszpański jezuita, matematyk, astronom, fizyk (ur. 1900)
- 1982:
  - Zygmunt Grodziński, polski zoolog, wykładowca akademicki (ur. 1896)
  - Otton Lipkowski, polski pedagog (ur. 1907)
  - Kazimierz Poczmański, polski malarz (ur. 1980)
- 1983:
  - Najif ibn Abd Allah, jordański pułkownik, książę, regent (ur. 1914)
  - Mykoła Hawryluk, ukraiński piłkarz, trener (ur. 1922)
- 1985 – Ricky Wilson, amerykański gitarzysta, kompozytor, członek zespołu The B-52’s (ur. 1953)
- 1986 – Helena Teigová, czeska tłumaczka i popularyzatorka literatury polskiej (ur. 1902)
- 1987:
  - Fahri Korutürk, turecki admirał, polityk, prezydent Turcji (ur. 1903)
  - Alf Landon, amerykański polityk (ur. 1887)
- 1989 – Carmen Cavallaro, amerykański pianista (ur. 1913)
- 1990:
  - Andrzej Krzepkowski, polski pisarz science fiction (ur. 1953)
  - Peter Wessel Zapffe, norweski filozof, pisarz, alpinista (ur. 1899)
- 1991:
  - Aline MacMahon, amerykańska aktorka (ur. 1899)
  - Arkadij Strugacki, rosyjski pisarz science fiction (ur. 1925)
  - Regis Toomey, amerykański aktor (ur. 1898)
- 1992:
  - Dawid Dragunski, radziecki generał pułkownik wojsk pancernych pochodzenia żydowskiego (ur. 1910)
  - Michał Staszków, polski prawnik, wykładowca akademicki (ur. 1929)
- 1993:
  - Leon Ames, amerykański aktor (ur. 1902)
  - Tofiq Bəhramov, azerski sędzia piłkarski (ur. 1926)
  - Mircea David, rumuński piłkarz, bramkarz (ur. 1914)
  - Jurij Gastiew, rosyjski filozof, matematyk, wykładowca akademicki (ur. 1928)
  - Wasilij Pronin, radziecki polityk (ur. 1905)
  - Henryk Rutkowski, polski polityk, poseł na Sejm PRL (ur. 1914)
- 1994:
  - Jakow Punkin, ukraiński zapaśnik (ur. 1921)
  - Michaił Sadowski, rosyjski geofizyk, sejsmolog (ur. 1904)
- 1995:
  - Harald Barlie, norweski zapaśnik (ur. 1937)
  - Gary Bond, brytyjski aktor (ur. 1940)
- 1996:
  - Erik Blomberg, fiński reżyser, operator, producent i scenarzysta filmowy (ur. 1913)
  - René Lacoste, francuski tenisista (ur. 1904)
  - Roger Lapébie, francuski kolarz szosowy (ur. 1911)
- 1997:
  - John Denver, amerykański piosenkarz (ur. 1943)
  - Iwan Donskich, radziecki major (ur. 1917)
- 1998:
  - Bogdan Chamczyk, polski operator filmowy (ur. 1926)
  - Matthew Shepard, amerykański student (ur. 1976)
  - Wilson Allen Wallis, amerykański ekonomista i statystyk (ur. 1912)
- 1999:
  - Wilt Chamberlain, amerykański koszykarz (ur. 1936)
  - Roman Jasica, polski prawnik, wykładowca akademicki (ur. 1925)
  - Udo Steinke, niemiecki pisarz (ur. 1942)
  - Zygmunt Wiaderny, polski aktor (ur. 1932)
- 2001:
  - Quintin Hogg, brytyjski arystokrata, prawnik, polityk (ur. 1907)
  - Stanisław Malinowski, polski chemik, wykładowca akademicki (ur. 1909)
  - Witold Szalonek, polski kompozytor, pedagog (ur. 1927)
- 2002:
  - Jerzy Adamek, polski pilot samolotowy i szybowcowy, działacz społeczny, prawnik (ur. 1927)
  - Ray Conniff, amerykański kompozytor, dyrygent (ur. 1916)
  - Beata Pawlak, polska dziennikarka, reporterka (ur. 1957)
- 2003 – Tadeusz Świerczek, polski rzeźbiarz, malarz (ur. 1916)
- 2004 – Phyllis Punnett, muzyk i pisarka z Saint Vincent i Grenadyn (ur. 1917)
- 2005 – Wojciech Dutka, polski ekolog (ur. 1946)
- 2006:
  - Karol Acutis, włoski błogosławiony katolicki (ur. 1991)
  - Gillo Pontecorvo, włoski reżyser i scenarzysta filmowy (ur. 1919)
- 2007:
  - Lonny Chapman, amerykański aktor (ur. 1920)
  - Anna Krepsztul, litewska malarka ludowa (ur. 1932)
  - Kishō Kurokawa, japoński architekt (ur. 1934)
  - Ryszard Sobkowski, polski dziennikarz, publicysta (ur. 1949)
  - Soe Win, birmański wojskowy, polityk, premier Birmy (ur. 1948)
- 2008 – Natela Iankoszwili, gruzińska malarka (ur. 1918)
- 2009:
  - Sławomir Kalembka, polski historyk (ur. 1936)
  - Frank Vandenbroucke, belgijski kolarz szosowy (ur. 1974)
- 2010:
  - José Casas, hiszpański piłkarz, bramkarz (ur. 1931)
  - Mirosława Dubrawska, polska aktorka (ur. 1928)
  - Belva Plain, amerykańska pisarka (ur. 1915)
- 2011:
  - Michał Krynicki, polski matematyk, sędzia lekkoatletyczny (ur. 1950)
  - Dennis Ritchie, amerykański informatyk (ur. 1941)
- 2012:
  - Gordon Audley, kanadyjski łyżwiarz szybki (ur. 1928)
  - Kazimierz Maria Kowalski, polski pisarz (ur. 1926)
  - Anna Laszuk, polska dziennikarka radiowa, publicystka (ur. 1969)
- 2012 – Ervin Kassai, węgierski sędzia koszykówki, działacz sportowy (ur. 1925)
- 2013:
  - Władysław Cywiński, polski inżynier elektronik, taternik, przewodnik tatrzański, alpinista (ur. 1939)
  - Glen Dell, południowoafrykański pilot akrobacyjny (ur. 1962)
  - George Herbig, amerykański astronom (ur. 1920)
  - Oscar Hijuelos, amerykański pisarz pochodzenia kubańskiego (ur. 1951)
  - Wojciech Krolopp, polski dyrygent (ur. 1945)
  - Lesław Kropp, polski zapaśnik (ur. 1936)
  - Ulf Linde, szwedzki pisarz, krytyk sztuki (ur. 1929)
- 2014:
  - Tony Hibbert, brytyjski wojskowy (ur. 1917)
  - Aki Jones, amerykański futbolista (ur. 1982)
  - Zbigniew Kledecki, polski kardiolog, polityk, poseł na Sejm PRL (ur. 1921)
  - Roberto Telch, argentyński piłkarz, trener (ur. 1943)
- 2015:
  - Sergio Caprari, włoski bokser (ur. 1932)
  - Joan Leslie, amerykańska aktorka (ur. 1925)
- 2016:
  - Fatai Ayinla, nigeryjski bokser (ur. 1939)
  - Andrzej Kopiczyński, polski aktor (ur. 1934)
- 2017:
  - Edward Breza, polski pisarz, językoznawca, publicysta (ur. 1932)
  - Wiesław Paweł Szymański, polski pisarz, krytyk i historyk literatury (ur. 1932)
- 2018:
  - Pik Botha, południowoafrykański dyplomata, polityk, minister spraw zagranicznych (ur. 1932)
  - Wiesław Spychalski, polski działacz społeczny (ur. 1939)
- 2019:
  - Hewrin Chalaf, kurdyjska polityk (ur. 1984)
  - Sara Danius, szwedzka pisarka, literaturoznawczyni, krytyk literacka (ur. 1962)
  - Nanni Galli, włoski kierowca wyścigowy (ur. 1940)
  - Miłczo Lewiew, bułgarski pianista i kompozytor jazzowy (ur. 1937)
- 2020:
  - Menelaos Chadzijeorjiu, grecki ginekolog, działacz sportowy, polityk, eurodeputowany (ur. 1924)
  - Sylwester Dworacki, polski filolog klasyczny, hellenista (ur. 1937)
  - Conchata Ferrell, amerykańska aktorka (ur. 1943)
- 2021:
  - Paweł Bożyk, polski ekonomista, wykładowca akademicki, publicysta, polityk (ur. 1939)
  - Hubert Germain, francuski wojskowy, polityk, minister poczty i telekomunikacji (ur. 1920)
- 2022:
  - Lucious Jackson, amerykański koszykarz (ur. 1941)
  - Konstantin Landa, rosyjski szachista, trener (ur. 1972)
  - Walter Steinegger, austriacki skoczek narciarski (ur. 1928)
- 2023 – Luis Garavito, kolumbijski seryjny morderca, gwałciciel, pedofil (ur. 1957)
- 2024:
  - Helga Konrad, austriacka filolog, działaczka samorządowa, polityk, minister ds. kobiet (ur. 1948)
  - Margarete Müller, niemiecka polityk (ur. 1931)
  - Edward Ozorowski, polski duchowny katolicki, arcybiskup metropolita białostocki (ur. 1941)
  - Alex Salmond, brytyjski ekonomista, historyk, polityk, pierwszy minister Szkocji (ur. 1954)
  - Oldřich Vlasák, czeski inżynier, polityk, prezydent Hradcu Králové, eurodeputowany (ur. 1955)